# Cena penetracyjna
Cena penetracyjna – cena ustalona na niskim poziomie w celu wykreowania w krótkim okresie dużego popytu.
Celem takiej strategii może być np. chęć zdobycia czy utrzymania pozycji rynkowej i oczekiwanie na długofalowe korzyści. Przykładowo częste jest stosowanie niższych cen na etapie wprowadzania na rynek nowego produktu z dóbr szybkozbywalnych dla zachęcenia potencjalnych nabywców do zakupu i wypróbowania nowego produktu, a dalej wytworzenia świadomości produktu i przywiązania do niego.